# Vincent Poirier
Vincent Yann Poirier (Clamart, Altos del Sena, 17 de octubre de 1993) es un jugador de baloncesto francés que pertenece a la plantilla del Anadolu Efes de la Basketbol Süper Ligi. Con 2,13 metros de estatura, juega en la posición de pívot.

## Trayectoria deportiva

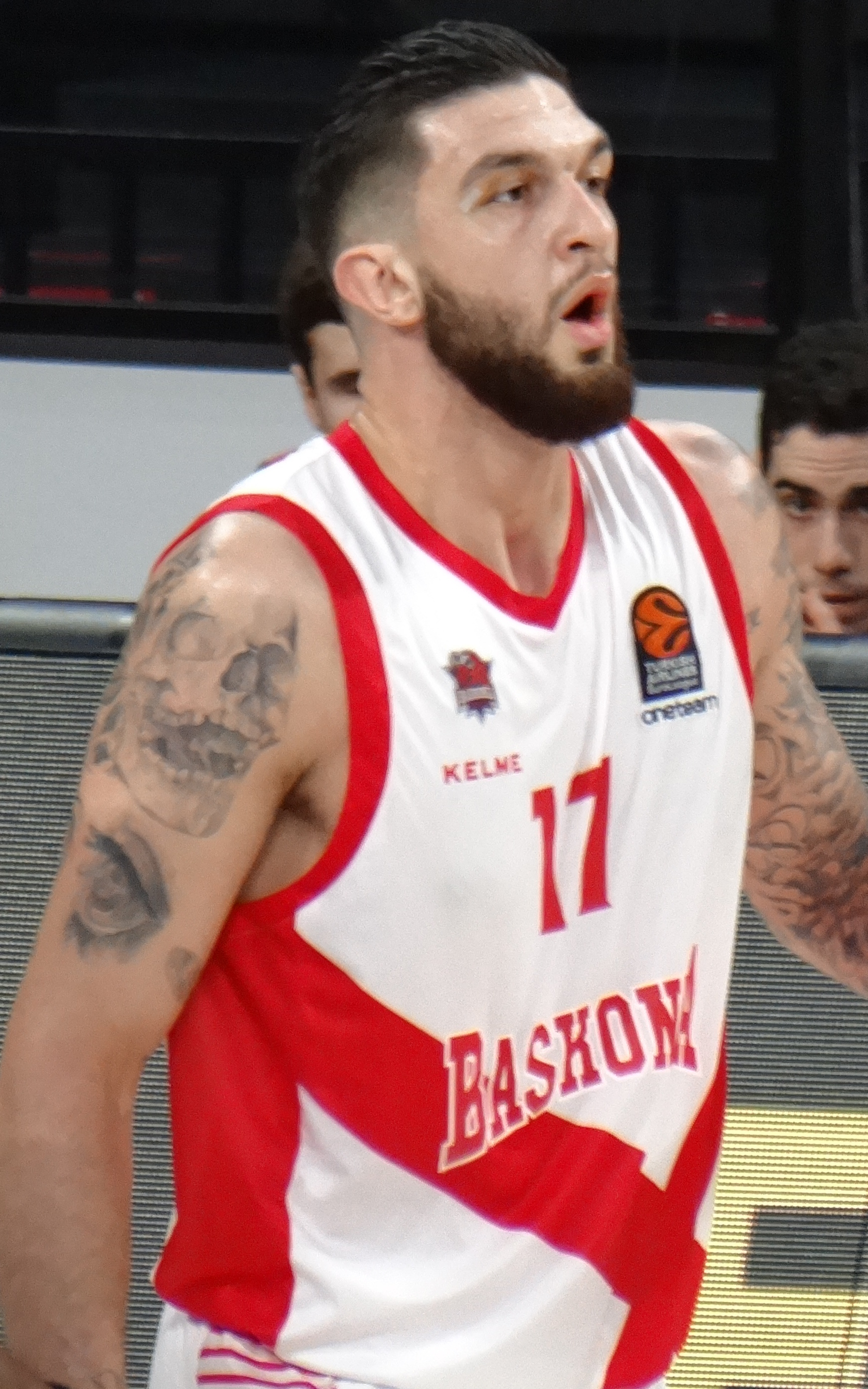
Poirier con Baskonia en 2017.

Comenzó su carrera en las filas del Paris-Levallois, siendo cedido en la temporada 2014-15,al Hyères-Toulon de la Pro B. También formaría parte del Centre Fédéral de Basket-Ball filial del club parisino y en 2016 regresó al equipo referencia de la capital parisina, para debutar en la Pro A. 
En julio de 2016 disputaría la NBA Summer League con los Orlando Magic. En la temporada 2016-17, el interior de solo 23 años cuaja una gran temporada en París-Levallois con unas medias de 11.2 puntos, 8.1 rebotes y 15.1 de valoración, lo que hace suscitar el interés de los grandes clubs europeos.
En junio de 2017 se comprometió con el Saski Baskonia de la Liga Endesa, firmando por tres temporadas.
Tras dos temporadas en Baskonia, el 2 de julio de 2019, firma un contrato de dos años con los Boston Celtics de la NBA.
El 19 de noviembre de 2020, Poirier es traspasado a Oklahoma City Thunder. Pero, el 8 de diciembre, es traspasado de nuevo, junto a Danny Green y Terrance Ferguson, a Philadelphia 76ers. Y unos meses después, el 25 de marzo de 2021, es traspasado a New York Knicks en un intercambio entre tres equipos. Pero el 28 de marzo es cortado por los Knicks, sin llegar a debutar.
En abril de 2021 ficha por el Real Madrid para cubrir la marcha de Gabriel Deck a la NBA.
El 25 de junio de 2024 se anuncia su fichaje por el Anadolu Efes de la Basketbol Süper Ligi por 3 temporadas.

## Selección nacional
En septiembre de 2019, fue miembro de la selección francesa que obtuvo el bronce en la Copa Mundial de Baloncesto celebrada en China.
En verano de 2021, fue parte de la selección absoluta francesa que participó en los Juegos Olímpicos de Tokio 2020, que ganó la medalla de plata.
En septiembre de 2022 disputó con el combinado absoluto francés el EuroBasket 2022, donde ganaron la plata, al perder la final ante España.

## Estadísticas de su carrera en la NBA

### Temporada regular
| Año     | Equipo       | PJ | PT | MPP | %TC  | %3P  | %TL  | RPP | APP | ROB | TPP | PPP |
| ------- | ------------ | -- | -- | --- | ---- | ---- | ---- | --- | --- | --- | --- | --- |
| 2019-20 | Boston       | 22 | 0  | 5.9 | .472 | .500 | .857 | 2.0 | .4  | .1  | .4  | 1.9 |
| 2020-21 | Philadelphia | 10 | 0  | 3.9 | .250 | .000 | .333 | 1.4 | .2  | .0  | .3  | 0.8 |
| Total   | Total        | 32 | 0  | 5.3 | .417 | .333 | .615 | 1.8 | .3  | .1  | .4  | 1.5 |